# قاسم علوان
قاسم علوان یک روستا در ایران است که در دهستان هویزه واقع شده‌است. قاسم علوان ۴۵ نفر جمعیت دارد.